# NHL Expansion Draft 2017/Geschützte Spieler
Dieser Artikel listet alle Spieler auf, die von ihren Teams für den NHL Expansion Draft 2017 geschützt wurden und somit nicht von den Vegas Golden Knights ausgewählt werden konnten. Die offiziellen Listen wurden am 18. Juni 2017 veröffentlicht.
In Absprache mit der NHLPA gab die NHL zudem eine Liste von Spielern bekannt, die zum Zeitpunkt des Drafts zwar bei einem Franchise unter Vertrag standen, jedoch vom Prozedere des Expansion Drafts ausgeschlossen sind. Dies betrifft ausnahmslos Spieler, die langfristig verletzt sind (Injured Reserve List) und mit großer Wahrscheinlichkeit nie mehr professionell Eishockey spielen werden. Diese Liste umfasst Dave Bolland, Craig Cunningham, Chris Pronger, Cody McCormick, David Clarkson, Johan Franzén, Joe Vitale, Ryane Clowe, Michail Hrabouski, Pascal Dupuis, Nathan Horton und Stéphane Robidas.
Legende
Nat. = Nationalität; Pos. = Position mit G = Torhüter, D = Verteidiger, C = Center, LW = Linker Flügelstürmer, RW= Rechter Flügelstürmer
Spieler ist aufgrund einer No-Movement-Clause (NMC) geschützt

## Eastern Conference
| Nat.               | Spieler          | Pos. | Geburtsdatum  | in Org. seit |
| ------------------ | ---------------- | ---- | ------------- | ------------ |
| Finnland           | Tuukka Rask      | G    | 10. März 1987 | 2007         |
| Slowakei           | Zdeno Chára      | D    | 18. März 1977 | 2006         |
| Vereinigte Staaten | Torey Krug       | D    | 12. Apr. 1991 | 2012         |
| Vereinigte Staaten | Kevan Miller     | D    | 15. Nov. 1987 | 2011         |
| Vereinigte Staaten | David Backes     | C    | 1. Mai 1984   | 2016         |
| Kanada             | Patrice Bergeron | C    | 24. Juli 1985 | 2003         |
| Tschechien         | David Krejčí     | C    | 28. Apr. 1986 | 2006         |
| Kanada             | Brad Marchand    | LW   | 11. Mai 1988  | 2008         |
| Kanada             | Riley Nash       | C    | 9. Mai 1989   | 2016         |
| Tschechien         | David Pastrňák   | RW   | 25. Mai 1996  | 2014         |
| Kanada             | Ryan Spooner     | C    | 30. Jan. 1992 | 2011         |

| Nat.                      | Spieler            | Pos. | Geburtsdatum  | in Org. seit |
| ------------------------- | ------------------ | ---- | ------------- | ------------ |
| Schweden                  | Robin Lehner       | G    | 24. Juli 1991 | 2015         |
| Kanada                    | Nathan Beaulieu    | D    | 5. Dez. 1992  | 2017         |
| Vereinigte Staaten        | Jake McCabe        | D    | 12. Okt. 1993 | 2014         |
| Finnland                  | Rasmus Ristolainen | D    | 27. Okt. 1994 | 2013         |
| Kanada                    | Tyler Ennis        | LW   | 6. Okt. 1989  | 2009         |
| Kanada Vereinigte Staaten | Marcus Foligno     | LW   | 10. Aug. 1991 | 2011         |
| Lettland                  | Zemgus Girgensons  | C    | 5. Jan. 1994  | 2012         |
| Kanada                    | Evander Kane       | LW   | 2. Aug. 1991  | 2015         |
| Schweden                  | Johan Larsson      | LW   | 25. Juli 1992 | 2013         |
| Kanada                    | Ryan O’Reilly      | C    | 7. Feb. 1991  | 2015         |
| Vereinigte Staaten        | Kyle Okposo        | RW   | 16. Apr. 1988 | 2016         |

| Nat.               | Spieler             | Pos. | Geburtsdatum  | in Org. seit |
| ------------------ | ------------------- | ---- | ------------- | ------------ |
| Vereinigte Staaten | Scott Darling       | G    | 22. Dez. 1988 | 2017         |
| Kanada             | Trevor Carrick      | D    | 4. Juli 1994  | 2013         |
| Vereinigte Staaten | Justin Faulk        | D    | 20. März 1992 | 2011         |
| Kanada             | Ryan Murphy         | D    | 31. März 1993 | 2011         |
| Kanada             | Phillip Di Giuseppe | LW   | 9. Okt. 1993  | 2014         |
| Schweden           | Elias Lindholm      | C    | 2. Dez. 1994  | 2013         |
| Kanada             | Brock McGinn        | LW   | 2. Feb. 1994  | 2013         |
| Schweden           | Victor Rask         | C    | 1. März 1993  | 2011         |
| Kanada             | Jeff Skinner        | LW   | 16. Mai 1992  | 2010         |
| Kanada             | Jordan Staal        | C    | 10. Sep. 1988 | 2012         |
| Finnland           | Teuvo Teräväinen    | C    | 11. Sep. 1994 | 2016         |

| Nat.                      | Spieler            | Pos. | Geburtsdatum  | in Org. seit |
| ------------------------- | ------------------ | ---- | ------------- | ------------ |
| Russland                  | Sergei Bobrowski   | G    | 20. Sep. 1988 | 2012         |
| Vereinigte Staaten        | Seth Jones         | D    | 3. Okt. 1994  | 2016         |
| Kanada                    | Ryan Murray        | D    | 27. Sep. 1993 | 2013         |
| Kanada                    | David Savard       | D    | 22. Okt. 1990 | 2010         |
| Vereinigte Staaten        | Cam Atkinson       | RW   | 5. Juni 1989  | 2011         |
| Vereinigte Staaten        | Brandon Dubinsky   | C    | 29. Apr. 1986 | 2012         |
| Vereinigte Staaten Kanada | Nick Foligno       | LW   | 31. Okt. 1987 | 2012         |
| Vereinigte Staaten        | Scott Hartnell     | LW   | 18. Apr. 1982 | 2014         |
| Kanada                    | Boone Jenner       | C    | 15. Juni 1993 | 2012         |
| Vereinigte Staaten        | Brandon Saad       | LW   | 27. Okt. 1992 | 2015         |
| Schweden                  | Alexander Wennberg | C    | 22. Sep. 1994 | 2014         |

| Nat.               | Spieler            | Pos. | Geburtsdatum  | in Org. seit |
| ------------------ | ------------------ | ---- | ------------- | ------------ |
| Vereinigte Staaten | Jimmy Howard       | G    | 26. März 1984 | 2005         |
| Vereinigte Staaten | Danny DeKeyser     | D    | 7. März 1990  | 2013         |
| Kanada             | Mike Green         | D    | 12. Okt. 1985 | 2015         |
| Vereinigte Staaten | Nick Jensen        | D    | 21. Sep. 1990 | 2013         |
| Vereinigte Staaten | Justin Abdelkader  | LW   | 25. Feb. 1987 | 2008         |
| Kanada             | Andreas Athanasiou | C    | 6. Aug. 1994  | 2013         |
| Kanada             | Anthony Mantha     | RW   | 16. Sep. 1994 | 2013         |
| Danemark           | Frans Nielsen      | C    | 24. Apr. 1984 | 2016         |
| Schweden           | Gustav Nyquist     | RW   | 1. Sep. 1989  | 2011         |
| Slowakei           | Tomáš Tatar        | LW   | 1. Dez. 1990  | 2009         |
| Schweden           | Henrik Zetterberg  | C    | 9. Okt. 1980  | 2002         |

| Nat.               | Spieler            | Pos. | Geburtsdatum  | in Org. seit |
| ------------------ | ------------------ | ---- | ------------- | ------------ |
| Kanada             | James Reimer       | G    | 15. März 1988 | 2016         |
| Kanada             | Aaron Ekblad       | D    | 7. Feb. 1996  | 2014         |
| Kanada             | Alex Petrovic      | D    | 3. März 1992  | 2011         |
| Kanada             | Mark Pysyk         | D    | 11. Jan. 1992 | 2016         |
| Vereinigte Staaten | Keith Yandle       | D    | 9. Sep. 1986  | 2016         |
| Finnland Russland  | Aleksander Barkov  | C    | 2. Sep. 1995  | 2013         |
| Vereinigte Staaten | Nick Bjugstad      | C    | 17. Juli 1992 | 2013         |
| Kanada             | Jonathan Huberdeau | LW   | 4. Juni 1993  | 2013         |
| Vereinigte Staaten | Vincent Trocheck   | C    | 11. Juli 1993 | 2012         |

| Nat.               | Spieler           | Pos. | Geburtsdatum  | in Org. seit |
| ------------------ | ----------------- | ---- | ------------- | ------------ |
| Kanada             | Carey Price       | G    | 16. Aug. 1987 | 2007         |
| Kanada             | Jordie Benn       | D    | 26. Juli 1987 | 2017         |
| Vereinigte Staaten | Jeff Petry        | D    | 9. Dez. 1987  | 2015         |
| Kanada             | Shea Weber        | D    | 14. Aug. 1985 | 2016         |
| Kanada             | Paul Byron        | LW   | 27. Apr. 1989 | 2015         |
| Kanada             | Phillip Danault   | LW   | 24. Feb. 1993 | 2016         |
| Kanada             | Jonathan Drouin   | LW   | 27. März 1995 | 2017         |
| Vereinigte Staaten | Alex Galchenyuk   | C    | 12. Feb. 1994 | 2013         |
| Kanada             | Brendan Gallagher | RW   | 6. Mai 1992   | 2011         |
| Vereinigte Staaten | Max Pacioretty    | LW   | 20. Nov. 1988 | 2008         |
| Kanada             | Andrew Shaw       | C    | 20. Juli 1991 | 2016         |

| Nat.               | Spieler        | Pos. | Geburtsdatum  | in Org. seit |
| ------------------ | -------------- | ---- | ------------- | ------------ |
| Vereinigte Staaten | Cory Schneider | G    | 18. März 1986 | 2013         |
| Vereinigte Staaten | Andy Greene    | D    | 30. Okt. 1982 | 2006         |
| Vereinigte Staaten | John Moore     | D    | 19. Nov. 1990 | 2015         |
| Schweiz            | Mirco Müller   | D    | 21. März 1995 | 2017         |
| Kanada             | Damon Severson | D    | 7. Aug. 1994  | 2012         |
| Kanada             | Taylor Hall    | LW   | 14. Nov. 1991 | 2016         |
| Kanada             | Adam Henrique  | C    | 6. Feb. 1990  | 2011         |
| Vereinigte Staaten | Kyle Palmieri  | RW   | 1. Feb. 1991  | 2015         |
| Kanada             | Travis Zajac   | C    | 13. Mai 1985  | 2006         |

| Nat.               | Spieler        | Pos. | Geburtsdatum  | in Org. seit |
| ------------------ | -------------- | ---- | ------------- | ------------ |
| Deutschland        | Thomas Greiss  | G    | 29. Jan. 1986 | 2015         |
| Kanada             | Johnny Boychuk | D    | 19. Jan. 1984 | 2014         |
| Kanada             | Travis Hamonic | D    | 16. Aug. 1990 | 2010         |
| Vereinigte Staaten | Nick Leddy     | D    | 20. März 1991 | 2014         |
| Kanada             | Adam Pelech    | D    | 16. Aug. 1994 | 2014         |
| Kanada             | Ryan Pulock    | D    | 6. Okt. 1994  | 2013         |
| Kanada             | Andrew Ladd    | LW   | 12. Dez. 1985 | 2016         |
| Vereinigte Staaten | Anders Lee     | C    | 3. Juli 1990  | 2013         |
| Kanada             | John Tavares   | C    | 20. Sep. 1990 | 2009         |

| Nat.               | Spieler          | Pos. | Geburtsdatum  | in Org. seit |
| ------------------ | ---------------- | ---- | ------------- | ------------ |
| Schweden           | Henrik Lundqvist | G    | 2. März 1982  | 2005         |
| Kanada             | Nick Holden      | D    | 15. Mai 1987  | 2016         |
| Vereinigte Staaten | Ryan McDonagh    | D    | 13. Juni 1989 | 2010         |
| Kanada             | Marc Staal       | D    | 13. Jan. 1987 | 2007         |
| Vereinigte Staaten | Kevin Hayes      | RW   | 8. Mai 1992   | 2014         |
| Vereinigte Staaten | Chris Kreider    | LW   | 30. Apr. 1991 | 2012         |
| Vereinigte Staaten | J. T. Miller     | C    | 14. März 1993 | 2011         |
| Kanada             | Rick Nash        | LW   | 16. Juni 1984 | 2012         |
| Vereinigte Staaten | Derek Stepan     | C    | 18. Juni 1990 | 2010         |
| Schweden           | Mika Zibanejad   | C    | 18. Apr. 1993 | 2016         |
| Norwegen           | Mats Zuccarello  | RW   | 1. Sep. 1987  | 2013         |

| Nat.               | Spieler             | Pos. | Geburtsdatum  | in Org. seit |
| ------------------ | ------------------- | ---- | ------------- | ------------ |
| Vereinigte Staaten | Craig Anderson      | G    | 21. Mai 1981  | 2011         |
| Kanada             | Cody Ceci           | D    | 21. Dez. 1993 | 2012         |
| Schweden           | Erik Karlsson       | D    | 31. Mai 1990  | 2009         |
| Kanada             | Dion Phaneuf        | D    | 10. Apr. 1985 | 2016         |
| Kanada             | Derick Brassard     | C    | 22. Sep. 1987 | 2016         |
| Vereinigte Staaten | Ryan Dzingel        | LW   | 9. März 1992  | 2014         |
| Kanada             | Mike Hoffman        | LW   | 24. Nov. 1989 | 2010         |
| Kanada             | Jean-Gabriel Pageau | C    | 11. Nov. 1992 | 2012         |
| Kanada             | Zack Smith          | C    | 5. Apr. 1988  | 2008         |
| Kanada             | Mark Stone          | RW   | 13. Mai 1992  | 2011         |
| Kanada             | Kyle Turris         | C    | 14. Aug. 1989 | 2011         |

| Nat.                          | Spieler             | Pos. | Geburtsdatum  | in Org. seit |
| ----------------------------- | ------------------- | ---- | ------------- | ------------ |
| Vereinigte Staaten            | Anthony Stolarz     | G    | 20. Jan. 1994 | 2013         |
| Vereinigte Staaten Frankreich | Shayne Gostisbehere | D    | 20. Apr. 1993 | 2014         |
| Tschechien                    | Radko Gudas         | D    | 5. Juni 1990  | 2015         |
| Kanada                        | Brandon Manning     | D    | 4. Juni 1990  | 2010         |
| Kanada Vereinigte Staaten     | Sean Couturier      | C    | 7. Dez. 1992  | 2011         |
| Finnland                      | Valtteri Filppula   | C    | 20. März 1984 | 2017         |
| Kanada                        | Claude Giroux       | C    | 12. Jan. 1988 | 2009         |
| Kanada                        | Scott Laughton      | C    | 30. Mai 1994  | 2012         |
| Kanada                        | Brayden Schenn      | C    | 22. Aug. 1991 | 2011         |
| Kanada                        | Wayne Simmonds      | RW   | 26. Aug. 1988 | 2011         |
| Tschechien                    | Jakub Voráček       | RW   | 15. Aug. 1989 | 2011         |

| Nat.               | Spieler          | Pos. | Geburtsdatum  | in Org. seit |
| ------------------ | ---------------- | ---- | ------------- | ------------ |
| Kanada             | Matt Murray      | G    | 25. Mai 1994  | 2013         |
| Vereinigte Staaten | Brian Dumoulin   | D    | 6. Sep. 1991  | 2012         |
| Kanada             | Kris Letang      | D    | 24. Apr. 1987 | 2007         |
| Finnland           | Olli Määttä      | D    | 22. Aug. 1994 | 2013         |
| Kanada             | Justin Schultz   | D    | 6. Juli 1990  | 2016         |
| Kanada             | Sidney Crosby    | C    | 7. Aug. 1987  | 2005         |
| Schweden           | Patric Hörnqvist | RW   | 1. Jan. 1987  | 2014         |
| Vereinigte Staaten | Phil Kessel      | RW   | 2. Okt. 1987  | 2015         |
| Russland           | Jewgeni Malkin   | C    | 31. Juli 1986 | 2006         |

| Nat.               | Spieler               | Pos. | Geburtsdatum  | in Org. seit |
| ------------------ | --------------------- | ---- | ------------- | ------------ |
| Russland           | Andrei Wassilewski    | G    | 25. Juli 1994 | 2014         |
| Kanada             | Braydon Coburn        | D    | 27. Feb. 1985 | 2015         |
| Schweden           | Victor Hedman         | D    | 18. Dez. 1990 | 2009         |
| Schweden           | Anton Strålman        | D    | 1. Aug. 1986  | 2014         |
| Vereinigte Staaten | Ryan Callahan         | RW   | 21. März 1985 | 2014         |
| Vereinigte Staaten | Tyler Johnson         | C    | 29. Juli 1990 | 2011         |
| Kanada             | Alexander Killorn     | C    | 14. Sep. 1989 | 2012         |
| Russland           | Nikita Kutscherow     | RW   | 17. Juni 1993 | 2013         |
| Russland           | Wladislaw Namestnikow | C    | 22. Nov. 1992 | 2012         |
| Tschechien         | Ondřej Palát          | LW   | 28. März 1991 | 2011         |
| Kanada             | Steven Stamkos        | C    | 7. Feb. 1990  | 2008         |

| Nat.               | Spieler            | Pos. | Geburtsdatum  | in Org. seit |
| ------------------ | ------------------ | ---- | ------------- | ------------ |
| Danemark           | Frederik Andersen  | G    | 2. Okt. 1989  | 2016         |
| Vereinigte Staaten | Connor Carrick     | D    | 13. Apr. 1994 | 2016         |
| Vereinigte Staaten | Jake Gardiner      | D    | 4. Juli 1990  | 2011         |
| Kanada             | Morgan Rielly      | D    | 9. März 1994  | 2013         |
| Kanada             | Tyler Bozak        | C    | 19. März 1986 | 2009         |
| Kanada             | Connor Brown       | RW   | 14. Jan. 1994 | 2013         |
| Kanada             | Nazem Kadri        | C    | 6. Okt. 1990  | 2009         |
| Finnland Russland  | Leo Komarov        | C    | 23. Jan. 1987 | 2014         |
| Kanada             | Josh Leivo         | LW   | 26. Mai 1993  | 2013         |
| Kanada             | Matt Martin        | LW   | 8. Mai 1989   | 2016         |
| Vereinigte Staaten | James van Riemsdyk | LW   | 4. Mai 1989   | 2012         |

| Nat.                | Spieler              | Pos. | Geburtsdatum  | in Org. seit |
| ------------------- | -------------------- | ---- | ------------- | ------------ |
| Kanada              | Braden Holtby        | G    | 16. Sep. 1989 | 2009         |
| Vereinigte Staaten  | John Carlson         | D    | 10. Jan. 1990 | 2009         |
| Vereinigte Staaten  | Matt Niskanen        | D    | 6. Dez. 1986  | 2014         |
| Russland            | Dmitri Orlow         | D    | 23. Juli 1991 | 2011         |
| Schweden            | Nicklas Bäckström    | C    | 23. Nov. 1987 | 2007         |
| Schweden Osterreich | André Burakovsky     | LW   | 9. Feb. 1995  | 2013         |
| Danemark            | Lars Eller           | C    | 8. Mai 1989   | 2016         |
| Schweden            | Marcus Johansson     | C    | 6. Okt. 1990  | 2010         |
| Russland            | Jewgeni Kusnezow     | C    | 19. Mai 1992  | 2014         |
| Russland            | Alexander Owetschkin | LW   | 17. Sep. 1985 | 2005         |
| Kanada              | Tom Wilson           | RW   | 29. März 1994 | 2012         |

## Western Conference
| Nat.                      | Spieler           | Pos. | Geburtsdatum  | in Org. seit |
| ------------------------- | ----------------- | ---- | ------------- | ------------ |
| Vereinigte Staaten        | John Gibson       | G    | 14. Juli 1993 | 2012         |
| Kanada                    | Kevin Bieksa      | D    | 16. Juni 1981 | 2015         |
| Kanada Vereinigte Staaten | Cam Fowler        | D    | 5. Dez. 1991  | 2010         |
| Schweden                  | Hampus Lindholm   | D    | 20. Jan. 1994 | 2012         |
| Kanada                    | Andrew Cogliano   | LW   | 14. Juni 1987 | 2011         |
| Kanada                    | Ryan Getzlaf      | C    | 10. Mai 1985  | 2005         |
| Vereinigte Staaten        | Ryan Kesler       | C    | 31. Aug. 1984 | 2014         |
| Kanada                    | Corey Perry       | RW   | 16. Mai 1985  | 2005         |
| Schweden                  | Rickard Rakell    | C    | 5. Mai 1993   | 2012         |
| Schweden                  | Jakob Silfverberg | RW   | 13. Okt. 1990 | 2013         |
| Kanada                    | Antoine Vermette  | C    | 20. Juli 1982 | 2016         |

| Nat.               | Spieler              | Pos. | Geburtsdatum  | in Org. seit |
| ------------------ | -------------------- | ---- | ------------- | ------------ |
| Kanada             | Chad Johnson         | G    | 10. Juni 1986 | 2017         |
| Schweden           | Oliver Ekman Larsson | D    | 17. Juli 1991 | 2010         |
| Vereinigte Staaten | Alex Goligoski       | D    | 30. Juli 1985 | 2016         |
| Vereinigte Staaten | Connor Murphy        | D    | 26. März 1993 | 2011         |
| Kanada             | Luke Schenn          | D    | 2. Nov. 1989  | 2016         |
| Kanada             | Nick Cousins         | C    | 20. Juli 1993 | 2017         |
| Kanada             | Anthony Duclair      | LW   | 26. Aug. 1995 | 2015         |
| Kanada             | Jordan Martinook     | LW   | 25. Juli 1992 | 2012         |
| Deutschland        | Tobias Rieder        | RW   | 10. Jan. 1993 | 2013         |

| Nat.               | Spieler         | Pos. | Geburtsdatum  | in Org. seit |
| ------------------ | --------------- | ---- | ------------- | ------------ |
| Kanada             | Mike Smith      | G    | 22. März 1982 | 2017         |
| Kanada             | T. J. Brodie    | D    | 7. Juni 1990  | 2009         |
| Kanada             | Mark Giordano   | D    | 3. Okt. 1983  | 2008         |
| Kanada             | Dougie Hamilton | D    | 17. Juni 1993 | 2015         |
| Schweden           | Mikael Backlund | C    | 17. März 1989 | 2008         |
| Kanada             | Sam Bennett     | C    | 20. Juni 1996 | 2014         |
| Kanada             | Micheal Ferland | LW   | 20. Apr. 1992 | 2011         |
| Tschechien         | Michael Frolík  | RW   | 17. Feb. 1988 | 2015         |
| Vereinigte Staaten | Johnny Gaudreau | LW   | 13. Aug. 1993 | 2014         |
| Kanada             | Curtis Lazar    | C    | 2. Feb. 1995  | 2017         |
| Kanada             | Sean Monahan    | C    | 12. Okt. 1994 | 2013         |

| Nat.               | Spieler            | Pos. | Geburtsdatum  | in Org. seit |
| ------------------ | ------------------ | ---- | ------------- | ------------ |
| Kanada             | Corey Crawford     | G    | 31. Dez. 1984 | 2005         |
| Schweden           | Niklas Hjalmarsson | D    | 6. Juni 1987  | 2007         |
| Kanada             | Duncan Keith       | D    | 16. Juli 1983 | 2005         |
| Kanada             | Brent Seabrook     | D    | 20. Apr. 1985 | 2005         |
| Russland           | Artjom Anissimow   | C    | 24. Mai 1988  | 2015         |
| Vereinigte Staaten | Ryan Hartman       | RW   | 20. Sep. 1994 | 2013         |
| Slowakei           | Marián Hossa       | RW   | 12. Jan. 1979 | 2009         |
| Slowakei           | Tomáš Jurčo        | RW   | 28. Dez. 1992 | 2017         |
| Vereinigte Staaten | Patrick Kane       | RW   | 19. Nov. 1988 | 2007         |
| Slowakei           | Richard Pánik      | RW   | 7. Feb. 1991  | 2016         |
| Kanada             | Jonathan Toews     | C    | 29. Apr. 1988 | 2007         |

| Nat.               | Spieler           | Pos. | Geburtsdatum  | in Org. seit |
| ------------------ | ----------------- | ---- | ------------- | ------------ |
| Russland           | Semjon Warlamow   | G    | 27. Apr. 1988 | 2011         |
| Kanada             | Tyson Barrie      | D    | 26. Juli 1991 | 2011         |
| Vereinigte Staaten | Erik Johnson      | D    | 21. März 1988 | 2011         |
| Russland           | Nikita Sadorow    | D    | 16. Apr. 1995 | 2015         |
| Schweiz            | Sven Andrighetto  | RW   | 21. März 1993 | 2017         |
| Kanada             | Blake Comeau      | LW   | 18. Feb. 1986 | 2015         |
| Kanada             | Matt Duchene      | C    | 16. Jan. 1991 | 2009         |
| Vereinigte Staaten | Rocco Grimaldi    | C    | 8. Feb. 1993  | 2016         |
| Schweden           | Gabriel Landeskog | C    | 23. Nov. 1992 | 2011         |
| Kanada             | Nathan MacKinnon  | C    | 1. Sep. 1995  | 2013         |
| Vereinigte Staaten | Matt Nieto        | LW   | 5. Nov. 1992  | 2017         |

| Nat.               | Spieler              | Pos. | Geburtsdatum  | in Org. seit |
| ------------------ | -------------------- | ---- | ------------- | ------------ |
| Vereinigte Staaten | Ben Bishop           | G    | 21. Nov. 1986 | 2017         |
| Vereinigte Staaten | Stephen Johns        | D    | 18. Apr. 1992 | 2015         |
| Schweden           | John Klingberg       | D    | 14. Aug. 1992 | 2011         |
| Finnland           | Esa Lindell          | D    | 23. Mai 1994  | 2014         |
| Kanada             | Jamie Benn           | LW   | 18. Juli 1989 | 2009         |
| Tschechien         | Radek Faksa          | C    | 9. Jan. 1994  | 2012         |
| Russland           | Waleri Nitschuschkin | RW   | 4. März 1995  | –            |
| Kanada             | Brett Ritchie        | RW   | 1. Juli 1993  | 2012         |
| Frankreich         | Antoine Roussel      | LW   | 21. Nov. 1989 | 2012         |
| Kanada             | Tyler Seguin         | C    | 31. Jan. 1992 | 2013         |
| Kanada             | Jason Spezza         | C    | 13. Juni 1983 | 2014         |

| Nat.               | Spieler             | Pos. | Geburtsdatum  | in Org. seit |
| ------------------ | ------------------- | ---- | ------------- | ------------ |
| Kanada             | Cam Talbot          | G    | 5. Juli 1987  | 2015         |
| Schweden           | Oscar Klefbom       | D    | 20. Juli 1993 | 2012         |
| Schweden           | Adam Larsson        | D    | 12. Nov. 1992 | 2016         |
| Slowakei           | Andrej Sekera       | D    | 8. Juni 1986  | 2015         |
| Deutschland        | Leon Draisaitl      | C    | 27. Okt. 1995 | 2014         |
| Kanada             | Jordan Eberle       | RW   | 15. Mai 1990  | 2010         |
| Kanada             | Zack Kassian        | RW   | 24. Jan. 1991 | 2015         |
| Kanada             | Mark Letestu        | C    | 4. Feb. 1985  | 2015         |
| Kanada             | Milan Lucic         | LW   | 7. Juni 1988  | 2016         |
| Vereinigte Staaten | Patrick Maroon      | LW   | 23. Apr. 1988 | 2016         |
| Kanada             | Ryan Nugent-Hopkins | C    | 12. Apr. 1993 | 2011         |

| Nat.               | Spieler        | Pos. | Geburtsdatum  | in Org. seit |
| ------------------ | -------------- | ---- | ------------- | ------------ |
| Vereinigte Staaten | Jonathan Quick | G    | 21. Jan. 1986 | 2007         |
| Kanada             | Drew Doughty   | D    | 8. Dez. 1989  | 2008         |
| Vereinigte Staaten | Derek Forbort  | D    | 4. März 1992  | 2013         |
| Vereinigte Staaten | Alec Martinez  | D    | 26. Juli 1987 | 2008         |
| Kanada             | Jake Muzzin    | D    | 21. Feb. 1989 | 2010         |
| Kanada             | Jeff Carter    | C    | 1. Jan. 1985  | 2012         |
| Slowenien          | Anže Kopitar   | C    | 24. Aug. 1987 | 2006         |
| Kanada             | Tanner Pearson | LW   | 10. Aug. 1992 | 2012         |
| Kanada             | Tyler Toffoli  | C    | 24. Apr. 1992 | 2011         |

| Nat.                      | Spieler           | Pos. | Geburtsdatum  | in Org. seit |
| ------------------------- | ----------------- | ---- | ------------- | ------------ |
| Kanada                    | Devan Dubnyk      | G    | 4. Mai 1986   | 2015         |
| Schweden                  | Jonas Brodin      | D    | 12. Juli 1993 | 2011         |
| Kanada                    | Jared Spurgeon    | D    | 29. Nov. 1989 | 2010         |
| Vereinigte Staaten        | Ryan Suter        | D    | 21. Jan. 1985 | 2012         |
| Vereinigte Staaten        | Charlie Coyle     | C    | 2. März 1992  | 2012         |
| Finnland                  | Mikael Granlund   | C    | 26. Feb. 1992 | 2012         |
| Finnland                  | Mikko Koivu       | C    | 12. März 1983 | 2005         |
| Schweiz                   | Nino Niederreiter | RW   | 8. Sep. 1992  | 2013         |
| Vereinigte Staaten        | Zach Parise       | LW   | 28. Juli 1984 | 2012         |
| Vereinigte Staaten Kanada | Jason Pominville  | RW   | 30. Nov. 1982 | 2013         |
| Vereinigte Staaten        | Jason Zucker      | LW   | 16. Jan. 1992 | 2012         |

| Nat.     | Spieler          | Pos. | Geburtsdatum  | in Org. seit |
| -------- | ---------------- | ---- | ------------- | ------------ |
| Finnland | Pekka Rinne      | G    | 3. Nov. 1982  | 2005         |
| Schweden | Mattias Ekholm   | D    | 24. Mai 1990  | 2011         |
| Kanada   | Ryan Ellis       | D    | 3. Jan. 1991  | 2010         |
| Schweiz  | Roman Josi       | D    | 1. Juni 1990  | 2010         |
| Kanada   | P. K. Subban     | D    | 13. Mai 1989  | 2016         |
| Schweden | Viktor Arvidsson | RW   | 8. Apr. 1993  | 2014         |
| Schweden | Filip Forsberg   | RW   | 13. Aug. 1994 | 2013         |
| Schweden | Calle Järnkrok   | C    | 25. Sep. 1991 | 2014         |
| Kanada   | Ryan Johansen    | C    | 31. Juli 1992 | 2016         |

| Nat.               | Spieler             | Pos. | Geburtsdatum  | in Org. seit |
| ------------------ | ------------------- | ---- | ------------- | ------------ |
| Kanada             | Martin Jones        | G    | 10. Jan. 1990 | 2015         |
| Vereinigte Staaten | Justin Braun        | D    | 10. Feb. 1987 | 2010         |
| Kanada             | Brent Burns         | D    | 9. März 1985  | 2011         |
| Kanada             | Marc-Édouard Vlasic | D    | 30. März 1987 | 2006         |
| Vereinigte Staaten | Ryan Carpenter      | C    | 18. Jan. 1991 | 2014         |
| Kanada             | Logan Couture       | C    | 28. März 1989 | 2010         |
| Danemark           | Jannik Hansen       | RW   | 15. März 1986 | 2017         |
| Tschechien         | Tomáš Hertl         | C    | 12. Nov. 1993 | 2013         |
| Schweden           | Melker Karlsson     | C    | 18. Juli 1990 | 2014         |
| Vereinigte Staaten | Joe Pavelski        | C    | 11. Juli 1984 | 2006         |
| Kanada             | Chris Tierney       | C    | 1. Juli 1994  | 2013         |

| Nat.            | Spieler             | Pos. | Geburtsdatum  | in Org. seit |
| --------------- | ------------------- | ---- | ------------- | ------------ |
| Kanada          | Jake Allen          | G    | 7. Aug. 1990  | 2008         |
| Kanada          | Jay Bouwmeester     | D    | 27. Sep. 1983 | 2013         |
| Kanada          | Joel Edmundson      | D    | 28. Juni 1993 | 2013         |
| Kanada          | Alex Pietrangelo    | D    | 18. Jan. 1990 | 2008         |
| Schweden        | Patrik Berglund     | C    | 2. Juni 1988  | 2008         |
| Kanada          | Ryan Reaves         | RW   | 20. Jan. 1987 | 2007         |
| Kanada          | Jaden Schwartz      | LW   | 25. Juni 1992 | 2012         |
| Tschechien      | Vladimír Sobotka    | C    | 2. Juli 1987  | 2017         |
| Kanada          | Paul Stastny        | C    | 27. Dez. 1985 | 2014         |
| Kanada Schweden | Alexander Steen     | LW   | 1. März 1984  | 2008         |
| Russland        | Wladimir Tarassenko | RW   | 13. Dez. 1991 | 2012         |

| Nat.                      | Spieler           | Pos. | Geburtsdatum  | in Org. seit |
| ------------------------- | ----------------- | ---- | ------------- | ------------ |
| Schweden                  | Jacob Markström   | G    | 31. Jan. 1990 | 2014         |
| Schweden                  | Alexander Edler   | D    | 21. Apr. 1986 | 2006         |
| Kanada                    | Erik Gudbranson   | D    | 7. Jan. 1992  | 2016         |
| Kanada                    | Christopher Tanev | D    | 20. Dez. 1989 | 2010         |
| Schweiz                   | Sven Bärtschi     | LW   | 5. Okt. 1992  | 2015         |
| Schweden                  | Loui Eriksson     | RW   | 17. Juli 1985 | 2016         |
| Finnland                  | Markus Granlund   | C    | 16. Apr. 1993 | 2016         |
| Kanada                    | Bo Horvat         | C    | 5. Apr. 1995  | 2013         |
| Schweden                  | Daniel Sedin      | LW   | 26. Sep. 1980 | 2000         |
| Schweden                  | Henrik Sedin      | C    | 26. Sep. 1980 | 2000         |
| Kanada Vereinigte Staaten | Brandon Sutter    | C    | 14. Feb. 1989 | 2015         |

| Nat.                      | Spieler           | Pos. | Geburtsdatum  | in Org. seit |
| ------------------------- | ----------------- | ---- | ------------- | ------------ |
| Vereinigte Staaten        | Connor Hellebuyck | G    | 19. Mai 1993  | 2014         |
| Vereinigte Staaten        | Dustin Byfuglien  | D    | 27. März 1985 | 2011         |
| Kanada Vereinigte Staaten | Tyler Myers       | D    | 1. Feb. 1990  | 2015         |
| Vereinigte Staaten        | Jacob Trouba      | D    | 26. Feb. 1994 | 2013         |
| Finnland                  | Joel Armia        | RW   | 31. Mai 1993  | 2015         |
| Vereinigte Staaten        | Andrew Copp       | C    | 8. Juli 1994  | 2015         |
| Kanada                    | Bryan Little      | C    | 12. Nov. 1987 | 2011         |
| Kanada Vereinigte Staaten | Adam Lowry        | LW   | 29. März 1993 | 2013         |
| Kanada                    | Mathieu Perreault | C    | 5. Jan. 1988  | 2014         |
| Kanada                    | Mark Scheifele    | C    | 15. März 1993 | 2011         |
| Vereinigte Staaten        | Blake Wheeler     | RW   | 31. Aug. 1986 | 2011         |